# Пронин, Николай Ильич
Николай Ильич Пронин (1896 — 1966) — советский государственный деятель. Депутат Верховного Совета РСФСР.

## Биография
В 1908 году окончил трёхклассное городское училище.
- 1908—1912 — ученик токаря механических мастерских Миланова, Москва.
- 1912—1914 — токарь по металлу механических мастерских Александрова.
- 1914—1915 — токарь автомастерской.
- 1915—1918 — рядовой, токарь 1-й авиароты, Петроград.
- 1918—1919 — караульный Московского областного продовольственного комитета.
- 1919—1922 — красноармеец, токарь 3-го авиапарка РККА.
- 1922—1924 — инструктор Краснопресненского райкома РКП(б), токарь транспортного отдела ВЦИК.
- 1924—1925 — председатель заводского комитета транспортного отдела ВЦИК.
- 1925—1927 — заместитель председателя правления кооператива ВЦИК и СНК РСФСР.
- 1927—1931 — работал в Центроспирте: заведующий коммерческим отделом, заведующий оперативным отделом, главный инженер, член правления «Союзспирт».
- 1931—1933 — студент Академии пищевой промышленности, не окончил.
- 1933—1936 — директор Московского спиртоводочного завода.
- 1936—1937 — директор Московского ликёроводочного завода.
- 1937—1938 — начальник Главного управления ликёроводочной промышленности, начальник Главного управления кондитерской промышленности наркомата пищевой промышленности СССР.
- 1938—1946 — заместитель, первый заместитель наркома пищевой промышленности СССР.
- 1946—1949 — министр вкусовой промышленности СССР.[1]
- 1949—1950 — первый заместитель министра пищевой промышленности СССР.
- 1950—1953 — директор Останкинского пивоваренного завода.
- 1953—1963 — директор Московской чаеразвесочной фабрики им. Ленина.
- С мая 1963 года — персональный пенсионер союзного значения.

## Награды и звания
- орден Ленина
- орден Трудового Красного Знамени (01.08.1936)
- орден Красной Звезды